# THE BIRTHDAY EVE 〜誕生前夜〜
『THE BIRTHDAY EVE 〜誕生前夜〜』（ザ・バースデイ・イヴ たんじょうぜんや）は、LOUDNESSのデビューアルバム。1981年11月25日発売。
発売元は日本コロムビア。

## 解説
帯コピーは悪魔に魂を売った天使(エンジェル)たち！。
元レイジーの高崎と樋口が中心となって結成された日本のヘヴィ･メタルバンドLOUDNESSのファースト・アルバム。
ジャケットは水晶の中にとがった耳をもつ胎児が眠っている絵。これは次作とも関連するデザインとなっている。
エンジニアは当時同じ事務所「ビーイング」に所属していた小野誠彦だが、高崎は本作の音について「あれはあれで今聴いても個性的で素晴らしいサウンドやと思うんですけど、もうちょっとメタルのエッジ感というか、もっと激しい音をバンドは求めていた」と評している。

## 収録曲
全作詞：Minoru Niihara、全作曲：Akira Takasaki、全編曲：LOUDNESS
1. Loudness　[5:10]
アーミングによる轟音から始まる、自身の名を冠したナンバー。
2. Sexy Woman　[5:39]
3. Open Your Eyes　[4:32]
4. Street Woman　[5:17]
全体的にプログレッシヴ・ロックの要素を持つ。
5. To Be Demon　[6:07]
6. I'm On Fire　[3:41]
7. High Try　[5:07]
8. Rock Shock (More And More)　[4:57]
後にセルフカヴァー・アルバムのタイトルになった曲。

2005年再発時にボーナストラックとして収録された曲
1. Burning Love
1stシングル。
2. BAD NEWS
「BURNING LOVE」のB面。

## 関連作品
- THE LAW OF DEVIL'S LAND 〜魔界典章〜
- Eve to Dawn 旭日昇天